# Арсений Арсов
Арсений Арсов e български оперен певец, тенор.

## Кариера
Възпитаник е на IV ЕГ „Фредерик Жолио Кюри“ в гр. Варна – випуск 75. Завършва Музикалната академия „Панчо Владигеров“ в класа по пеене на проф. Сима Иванова и проф. Реса Колева. Специализира при проф. Благовеста Карнобатлова-Добрева.
През месец май на 1981 г. като абсолвент участва на конкурса „Млади оперни надежди – Томче Грънчаровски“ в Скопие, където печели златен медал. Същата година е назначен за артист-солист на Варненската опера. Дебютът му на варненска сцена е в ролята на Паолино от операта „Тайният брак“ на Доменико Чимароза. До 1999 г. е щатен солист на Варненската опера. През май на 1986 г. участва на международния конкурс за оперни певци „П. И. Чайковски“ в Москва, където е удостоен с почетен диплом и лауреатско звание. През 1987 г. става лауреат на международния конкурс за вокалисти „Мария Калас“ – Атина, с председател на журито Джузепе ди Стефано и получава II награда при мъжете, при неприсъдена I.
Същата година става и лауреат на европейския конкурс за вокални изпълнители в Монте Карло „Л’ар лирик“. От септември 1999 г. за два сезона е солист на международната оперна компания „Eurostage“, където пее централните тенорови партии в оперите „Ловци на бисери“, „Риголето“, „Мадам Бътерфлай“ и „Набуко“. От 2000 година е редовен гастролиращ солист на Националната опера в София, където осъществява премиерите на оперите: „Лучия ди Ламермур“, „Севилският бръснар“, „Фауст“, „Дон Жуан“, „Италианката в Алжир“. От началото на 2010 г. отново е солист на Оперно-филхармонично дружество – Варна.
Работил е с много именити чуждестранни диригенти: Тамаш Пал, Франческо Ла Векия, Джанфранко Риволи, Манфред Майерхофер, Роберто Абадо, Генади Рождественски, както и с почти всички най-известни български диригенти. Партнирал е на: Катя Ричарели, Пиеро Капучили, Пола Скалиера, Джорджо Лорми, Каталин Шендрени, Сергей Лерфейкус, Франческо Елера Д’Артеня, Гена Димитрова, Радмила Бакочевич, Валери Попова, Никола Гюзелев, Галина Савова, Димитър Петков, Кирил Кръстев, Стефан Циганчев, Мари Крикорян, Ранко Дюлгеров, Юлиан Константинов, Владимир Стоянов, Дарина Такова, Александрина Пендачанска, Орлин Анастасов и др.
Арсений Арсов често се изявява и като концертен изпълнител. Пял е на едни от най-големите оперни сцени по света в Мадрид, Барселона, Амстердам, Лисабон, Атина, Рим, Хага, Хараре, Будапеща, Прага, Монте Карло, Линц, Берлин, Кайро, Пекин, Сеул, Москва, Лозана, Цюрих, Тел Авив и други.
Арсений Арсов е носител на награда „Варна“ за 2008 година.
Оперният му репертоар включва 40 централни тенорови партии от опери на: Чимароза, Росини, Доницети, Верди, Пучини, Бизе, Масне, Гуно, Моцарт, Сметана, Чайковски, Мусоргски, Лехар и др.

## Роли и репертоар

### Опери
Джузепе Верди
- „Риголето“ – дукът на Мантуа
- „Травиата“ – Алфредо
- „Набуко“ – Измаил
- „Трубадур“ – Манрико
- „Аида“ – Радамес
- „Отело“ – Касио

Доменико Чимароза
- „Тайният брак“ – Паолино

Джоакино Росини
- „Севилският бръснар“ – граф Алмавива
- „Италианката в Алжир“ – Линдоро
- „Турчин в Италия“ – дон Нарчизо

Гаетано Доницети
- „Любовен еликсир“ – Неморино
- „Лучия ди Ламермур“ – Едгар Рейвънсууд
- „Дон Паскуале“ – Ернесто

Джакомо Пучини
- „Бохеми“ – Родолфо
- „Тоска“ – Марио Каварадоси
- „Джани Скики“ – Ринучо
- „Мадам Бътерфлай“ – Пинкертон

Волфганг Амадеус Моцарт
- „Вълшебната флейта“ – Тамино
- „Така правят всички“ – Ферандо
- „Дон Жуан“ – дон Отавио
- „Отвличане от сарая“ – Белмонте

Шарл Гуно
- „Фауст“ – Фауст

Ектор Берлиоз
- „Проклятието на Фауст“ – Фауст

Жул Масне
- „Манон“ – кавалер Де Грийо

Жорж Бизе
- „Ловци на бисери“ – Надир

Бедржих Сметана

#### „Продадена невеста“ – Йеник
Пьотър Чайковски
- Евгений Онегин – Ленски

Александър Бородин
- „Княз Игор“ – Владимир

Франц Лехар
- „Веселата вдовица“ – Камий дьо Росийон

### Оратории и симфонии
- Йохан Себастиан Бах – „Магнификат“
- Лудвиг ван Бетховен – Девета симфония, Меса в C dur
- Георг Фридрих Хендел – Оратория „Месия“
- Йозеф Хайдн – „Сътворението на света“
- Волфганг Амадеус Моцарт – Реквием
- Джоакино Росини – „Стабат Матер“
- Джузепе Верди – Реквием
- Джакомо Пучини – „Меса Глория“
- Роберт Шуман – Реквием

## Студийни записи
Арсений Арсов има записани 5 CD, на които е и продуцент.

### Casta Diva
- „Che gelida manina“, „Бохеми“, Джакомо Пучини
- „Vesti la giubba“, „Палячо“, Руджеро Леонкавало
- „La donna e mobile“, „Риголето“, Джузепе Верди
- „Nessun dorma“, „Турандот“, Джакомо Пучини
- „Casta Diva“, „вокално-симфонична пиеса“, Текст и музика: Мария Мандаджиева; Аранжимент: Мария Мандаджиева и Иван Бонев; Оркестрация: Иван Бонев; Продуцент: Мария Мандаджиева; Със специалното участието на Валя Балканска и Стефка Съботинова.

Варненски симфоничен оркестър с диригент Мартин Георгиев, 2004. Дизайнер на обложката: Деница Димитрова. Оригинално издание на 1 брой CD, регистрационен номер от Министерство на културата 15666.

### Revelations
Арии от опери на Моцарт.
- „Hier soll ich dich, denn finden“, „Die Entführung aus dem Serail“
- „Konstanze, Konstanze“, „Die Entführung aus dem Serail“
- „Wenn der Freude Tränen fliessen“, „Die Entführung aus dem Serail“
- „Ich baue ganz auf deine Stärke“, „Die Entführung aus dem Serail“
- „Un’aura amorosa“, „Cosi fan tutte“
- „Dalla sua pace“, „Don Giovanni“
- „Il mio tesoro intanto“, „Don Giovanni“
- „Dies Bildnis ist bezaubernd schön“, „Die Zauberflöte“

Акомпанимент на пиано – Звездалина Тодорова, 2005. Дизайнер на обложката: Деница Димитрова. Оригинално издание на 1 брой CD, регистрационен номер от Министерство на културата 15667.

### Русские романсы
| П.И.Чайковски            | С. Рахманинов                 |
| ------------------------ | ----------------------------- |
| Хотел бы в эдинное слово | Сирень                        |
| Корольки                 | Уж ты, нива моя               |
| Ни слово, о друг мой...  | Сон                           |
| Сред шумного бала        | Отрывок из Мюссе              |
| Серенада                 | Здесь хорошо                  |
| Ночи безумные            | Я жду тебя                    |
| Нет, только тот кто знал | Пощады я молю!                |
| Ночь                     | Не верь мне друг!             |
| Колыбельная              | Не пой красавица при мне!     |
| Сного как прежде один    | Весенные воды                 |
| Серенада Дон Жуана       | О нет, молю, не уходи!        |
| День ли царит            | Опять встрепенулось ты сердце |
| То было раннею весной    | Давно ль мой друг             |
|                          | В молчании ночи тайной        |
|                          | Вокализ                       |

Акомпанимент на пиано – Иван Бонев и Звездалина Тодорова, 2004. Дизайнер на обложката: Деница Димитрова. Оригинално издание на 1 брой CD, регистрационен номер от Министерство на културата 19122.

### La mia Canzone
Arseniy Arsov sings Tosti
| Sogno               | Chanson de l’adieu | Vorrei        | Malia           | Prghiera           |
| Donna, vorrei morir | L’ultima canzone   | Non t’amo più | A vucchella     | Ridonnami la calma |
| Serenata            | Marechiare         | Aprile        | L’ultimo baccio | La mia canzone     |
| Segreto             | Ideale             | Tristezza     | Vorrei morir    | Good by            |

Акомпанимент на пиано – Иван Бонев и Звездалина Тодорова, 2004. Дизайнер на обложката: Деница Димитрова. Оригинално издание на 1 брой CD, регистрационен номер от Министерство на културата 19123.

### O sole mio
| CD 1                              | CD 2                                    |
| --------------------------------- | --------------------------------------- |
| O sole mio – di Capua             | Piscatore’e Pusilleco – Tagliaferri     |
| Torna a Surriento! – de Curtis    | Dicitencello vuie ! – Falvo             |
| Canta pe’mme ! – de Curtis        | Mal d’amore – Buzzi – Peccia            |
| Voce ‘e notte – de Curtis         | Torna – Valente                         |
| Maria Marì – di Capua             | Ammore canta! – Tagliaferri             |
| I’te vurria vasà – di Capua       | ‘O Marenariello – Gambardella           |
| Tu ca nun chiagne – de Curtis     | Mandulinata a Napule – Tagliaferri      |
| Santa Lucia luntana – Mario       | Musica prohibita – Gastaldon            |
| Se vuoi goder la vita – Bixio     | ‘O paese d’’o sole – D’ Anibale         |
| Parlami d’amore Mariù – Bixio     | Core n’grato – Cadrillo                 |
| Mamma mia, che vuò sapè… – Nutile | Rondine al nido – Crescenzo             |
| Mamma – Bixio                     | Triste maggio – Crescenzo               |
| Serenata sentimentale – Toselli   | Granada – A. Lara                       |
| Serenata malinconica – Bixio      | I’ll be back, my sea ! – M. Mandadjieva |
| Nun me scetà ! – Tagliaferri      |                                         |

Акомпанимент на пиано – Иван Бонев и Звездалина Тодорова, 2006. Дизайнер на обложката: Деница Димитрова. Оригинално издание на 2 броя CD, регистрационен номер от Министерство на културата 15667.